# باريس تورز 1980
باريس تورز 1980 هو سباق دراجات هوائية، وهو الموسم رقم 74 من باريس تورز، وأقيم في 28 سبتمبر 1980.
فاز بالمركز الأول دانيال ويليمز، وبالمركز الثاني آلان فيجنيرون، وبالمركز الثالث Eddy Vanhaerens ‏.

## الفائزون
| الترتيب | الفائز           |
| ------- | ---------------- |
| الفائز  | دانيال ويليمز    |
| الثاني  | آلان فيجنيرون    |
| الثالث  | Eddy Vanhaerens ‏ |